# All This and Puppet Stew
All This and Puppet Stew è un album in studio del gruppo musicale statunitense The Dickies, pubblicato nel 2001.

## Tracce
1. See My Way – 3:22
2. Keep Watchin' the Skies – 2:24
3. Free Willy – 2:33
4. Donut Man – 2:56
5. Howdy Doody in the Woodshed II – 1:31
6. Marry Me, Ann – 2:26
7. Sobriety – 2:09
8. I Did It – 2:30
9. Whack the Dalai Lama – 2:24
10. He's Courtin' Courtney – 2:32
11. Nobody But Me – 2:06
12. My Pop the Cop – 2:20
13. It's Huge – 3:13